# بریثویت (ویرجینیای غربی)
بریثویت (به انگلیسی: Braithewaite) یک منطقهٔ مسکونی در ایالات متحده آمریکا است که در شهرستان هنکاک، ویرجینیای غربی واقع شده‌است. بریثویت ۲۱۷٫۹۳ متر بالاتر از سطح دریا واقع شده‌است.